# Trituradora de paper

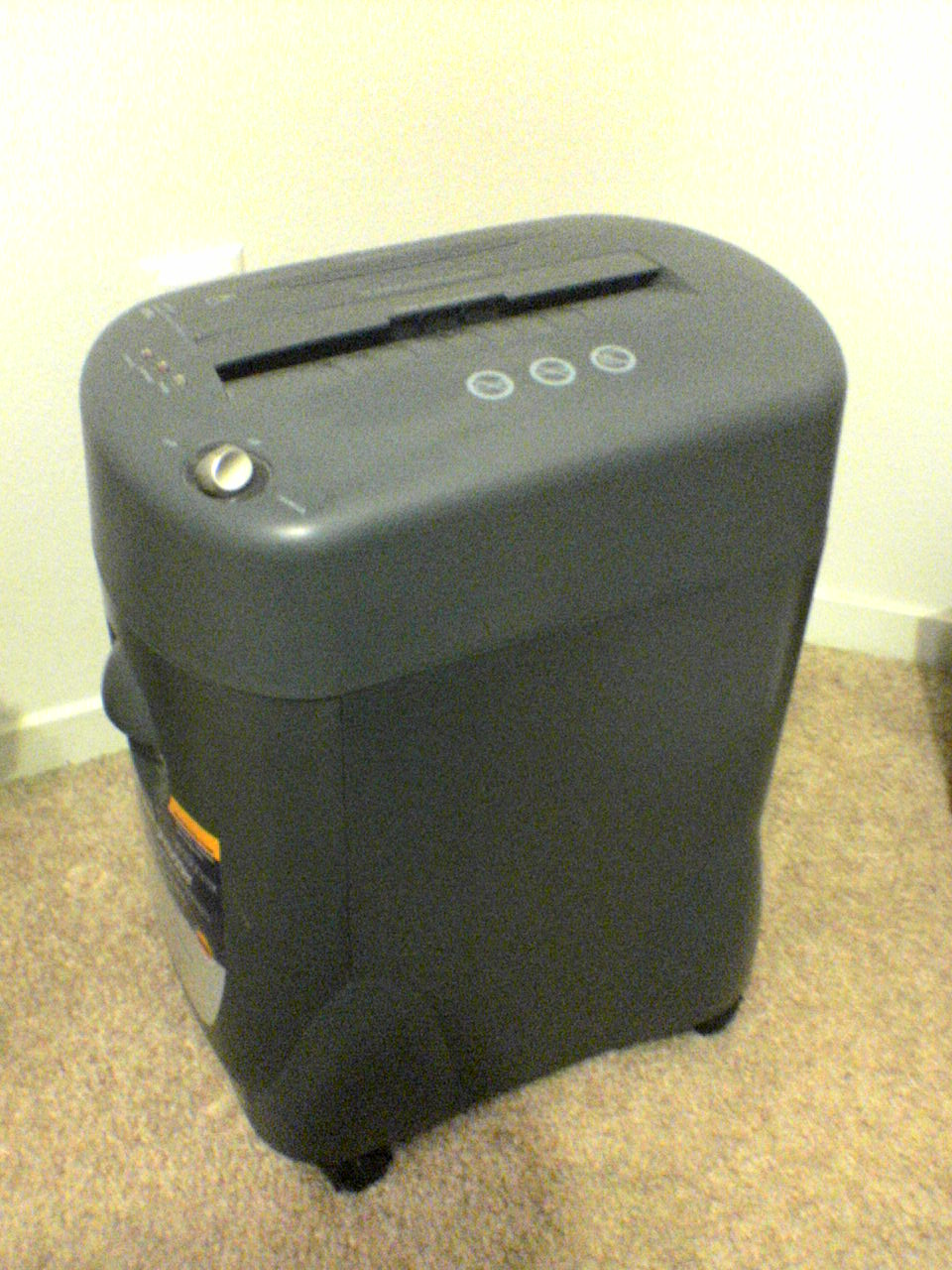
Trituradora de paper amb "Paperera" incorporada

Una trituradora de paper és un aparell que tritura documents a trossos, de manera que la informació que contenen resulta il·legible.

## Tipus
Hi ha dos tipus de trituradores de paper:
- Trituradores de Paper de Tall en Línia recta  - Tallen el document en tires primes. El problema aquí és que hi ha fragments d'informació que encara poden ser llegibles, i les parts poden unir-se per tenir sentit.
- Trituradores de Paper de Tall creuat  - Aquesta trituradora talla el document tant verticalment com horitzontalment. D'aquesta manera, el document és tallat en trossos quadrats molt diminuts, sent gairebé impossible unir-los de nou. Les trituradores de paper de tall creuat costen més, però proporcionen més seguretat.[1]